# Orthorhynchoides acanthopterus
Orthorhynchoides acanthopterus is een keversoort uit de familie Belidae. De wetenschappelijke naam van de soort is voor het eerst geldig gepubliceerd in 1910 door Lea.